# 中国驻印度大使馆
中华人民共和国驻印度共和国大使馆，简称中国驻印度大使馆，是中华人民共和國駐印度的外交代表機構。同时也兼辖中华人民共和国在未建交的不丹王国的利益。

## 机构设置
根据有关规定，中国驻印度大使馆设置下列机构：

### 内设机构
- 政治处
- 政策研究处
- 新闻和公共外交处
- 领侨处
  - 中国签证服务中心
- 科技处
- 经济商务参赞处
- 文化处
- 武官处
- 教育组
- 办公室

### 总领事馆
- 中国驻孟买总领事馆
- 中国驻加尔各答总领事馆